# Scalmicauda paucinotata
Scalmicauda paucinotata är en fjärilsart som beskrevs av Sergius G. Kiriakoff 1959. Scalmicauda paucinotata ingår i släktet Scalmicauda och familjen tandspinnare. Inga underarter finns listade.